# Cmentarz św. Rocha w Zabłudowie
Cmentarz św. Rocha w Zabłudowie – zabytkowy cmentarz rzymskokatolicki położony w Zabłudowie przy ulicy Świętego Rocha 4, w powiecie białostockim, w województwie podlaskim.

## Historia
Początki dzisiejszego cmentarza należy łączyć ze szpitalem parafialnym uposażonym przez księdza Klemensa Labickiego w 1688 roku. Na początku XVIII wieku wskutek epidemii cholery szpital szybko zapełniał się śmiertelnie chorymi, dlatego zaczęto szukać nowych miejsc pochówków.
Plac stał się więc zaczątkiem dzisiejszego cmentarza, na terenie którego chowano zasłużonych mieszkańców miasta, szlachciców, właścicieli majątków. Początkowo znajdował się on poza granicami miasta.
Z powodu postępującej rozbudowy Zabłudowa w 1850 roku Kazimierz Ostaszewski (1786-1855) ufundował kamienne ogrodzenie.
W 1936 roku pisarz Ferdynand Antoni Ossendowski tak opisywał cmentarz w Zabłudowie: "Na nowym cmentarzu znajduje się kaplica św. Rocha; w jej jasnem, radosnem wnętrzu, w oknach gotyckich, poza obrazem artystycznej roboty, zwraca uwagę portret fundatora, a był nim mieszczanin zabłudowski, rotmistrz huzarów rosyjskich, Kazimierz Ostaszewski w r. 1850. Druga kapliczka św. Magdaleny stoi na starym zupełnie zarośniętym cmentarzu. Wzniósł ją również ten sam nabożny huzar."
Na cmentarzu pochowana jest m.in. najstarsza Polka, Katarzyna Piotrowska. Napis na jej pomniku głosi: "Sto trzynaście lat przeżywszy na ziemi, pod tym głazem spoczywam po między grzesznemi, ziomku, zostaw nabożne za duszę westchnienie, niech stwórcę oglądają nasze grzeszne cienie. Pomnik ten ufundował własnym kawaler Kazimierz Ostaszewski, major od Huzarów wojsk Rosyjskich i Kawaler, w roku 1853, przez wzgląd na pobożną i przykładną 113-letnią na tym padole pielgrzymkę ś.p. Panny Katarzyny Piotrowskiej, zeszłej w 1852 roku, Czerwca 13 dnia."
Cmentarz został zamknięty w 1905 roku, jednak ostatniego pochówku dokonano na prośbę rodziny zmarłego w roku 1940.

## Obiekty na terenie cmentarza

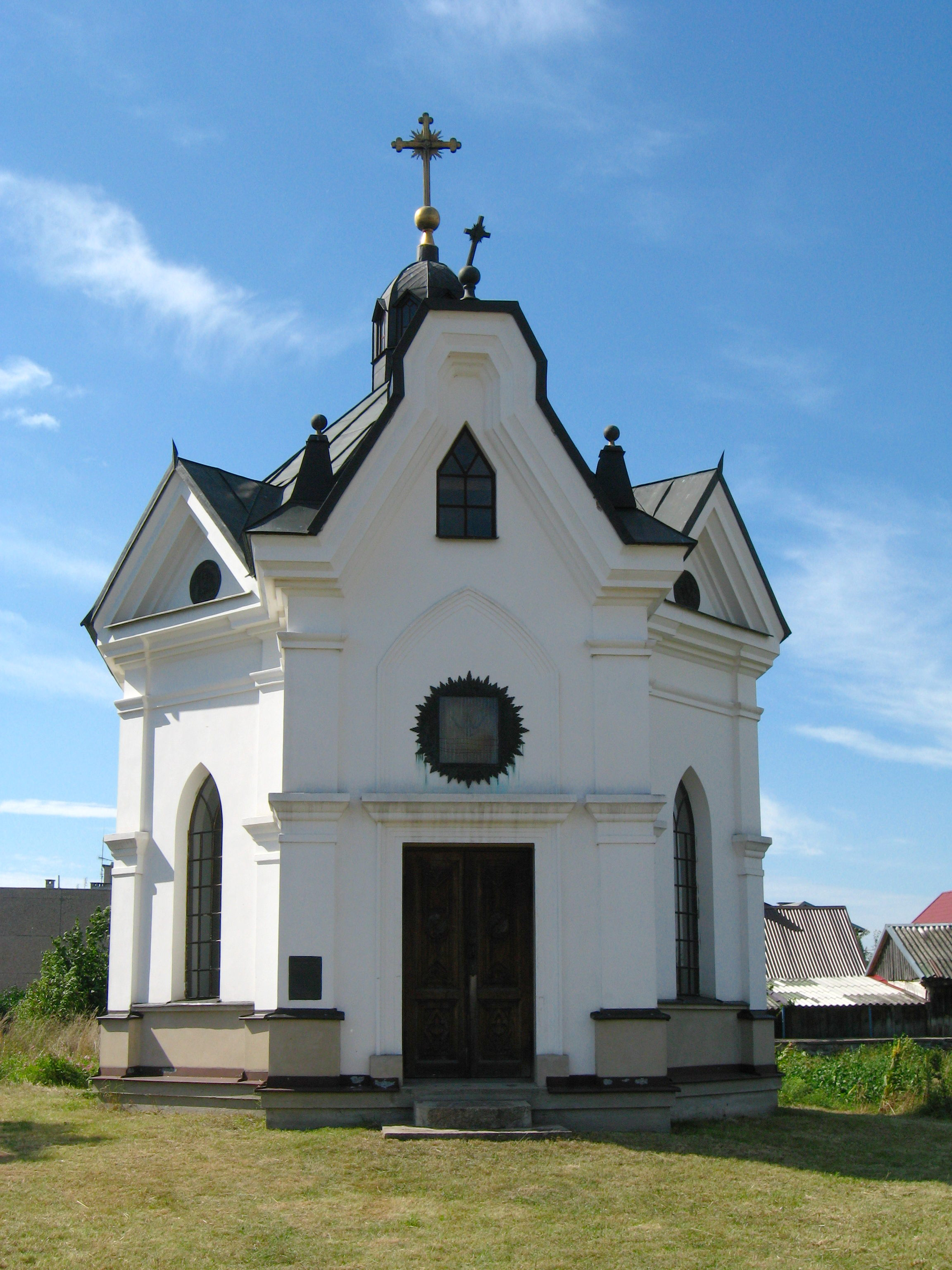
Kaplica pw. św. Rocha

- Kaplica pw. św. Rocha, erygowana pod koniec XVIII wieku przez zabłudowskiego plebana Jakuba Pilkiewicza.
- Brama wejściowa z czasów fundacji ogrodzenia cmentarza w 1850 roku.
- Tablica poświęcona fundatorowi kaplicy majorowi Kazimierzowi Ostaszewskiemu.
- Tablica z nazwiskami poległych za ojczyznę w latach 1918-1920 mieszkańcom ziemi zabłudowskiej.
- Najstarszy nagrobek pochodzący z 1853 roku, wystawiony przez Kazimierza Ostaszewskiego opiekunce z lat dziecięcych, Katarzynie Piotrowskiej, która zmarła w wieku 113 lat.

## Stan obecny
Istnieje zagrożenie całkowitej dewastacji nagrobków, a także zarośnięcia terenu zabytkowego cmentarza. Dlatego młodzi mieszkańcy miasta, członkowie Koła Historycznego przy Szkole Podstawowej w Zabłudowie kilka lat temu objęli go symboliczną opieką biorąc udział w ogólnopolskim programie „Chrońmy ślady przeszłości”, stworzonym w Centrum Edukacji Obywatelskiej w Warszawie.